# Strong City, Oklahoma
Strong City är en kommun (town) i Roger Mills County i Oklahoma. Vid 2020 års folkräkning hade Strong City 33 invånare.